# کنستانتین کوچایف
کنستانتین کوچایف (روسی: Константин Витальевич Кучаев؛ زادهٔ ۱۸ مارس ۱۹۹۸) بازیکن فوتبال اهل روسیه است.
از باشگاه‌هایی که در آن بازی کرده‌است می‌توان به باشگاه فوتبال زسکا مسکو اشاره کرد.
وی همچنین در تیم‌های ملی فوتبال زیر ۲۱ سال روسیه و روسیه بازی کرده‌است.